# 五铢

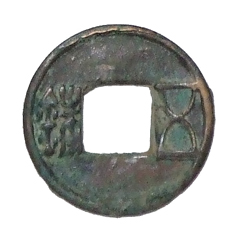
五铢，年代不詳

五铢是一种中国古铜币，钱重五铢，上有「五铢」二字，故名。初铸于西汉汉武帝元狩五年（西元前118年），历西汉、东汉、魏、晋、南齐、梁、陈、北魏和隋都有铸造，重量形制大小不一。唐朝武德四年（西元621年）废止。但旧五铢仍然在民间流通。五铢跨度大、是中国历史上数量最多、流通时间最久的钱币。

## 背景
秦统一中国后，货币统一于秦半两，从此方孔圆形成了中国铜钱的固定样式。而由于秦钱沉重，难用携带不便，1枚重量为12铢或约7克。因此，改铸小钱从吕后摄政时期的「五分」半两钱至前118年汉武帝时期70多年间，先后9次改铸调整铜币的法定重量，最后才由中央政府垄断铸币权，发行五铢钱，铜币得以稳定下来。因五铢钱大小轻重适宜，深受欢迎，所以作为主导的铜币形式一直延用至唐朝，历时739年，这一阶段属五铢钱制时期。在魏晋南北朝时期出现了少量以年号作为钱文的铜币，以贯和文作为计值单位也在这时出现。

## 西漢

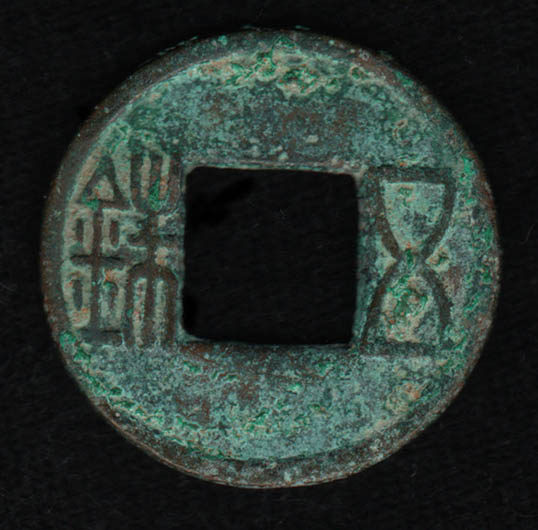
汉五铢，西漢鑄，年代不詳

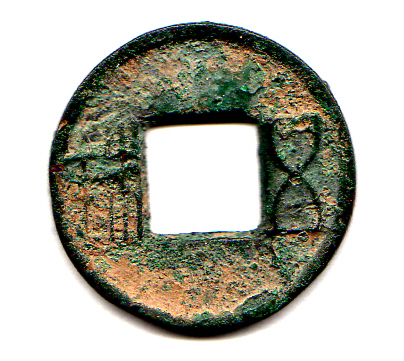
汉五铢，西漢鑄，年代不詳

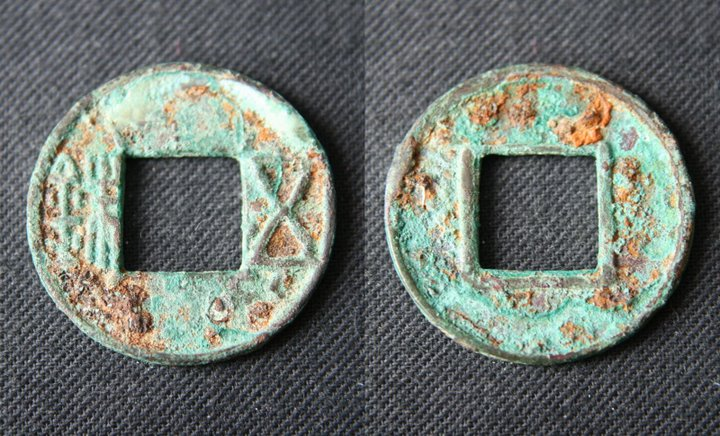
汉五铢，漢武帝時期鑄

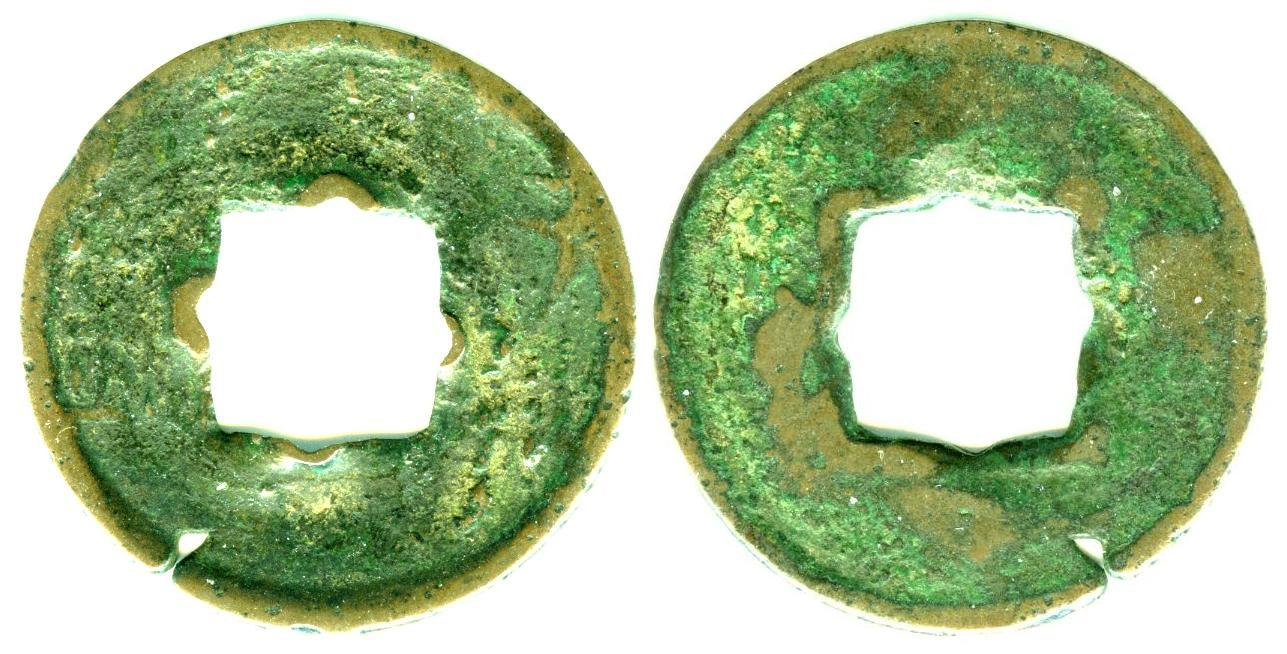
因錯範而產生花穿的汉五铢，從中可以看到五铢的製作工藝

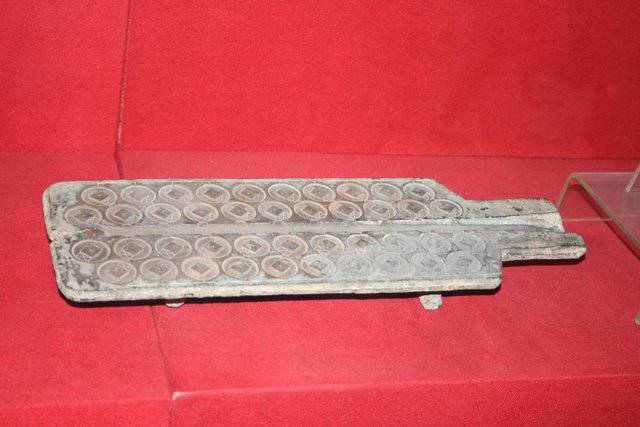
汉五铢铜范，藏陕西历史博物馆

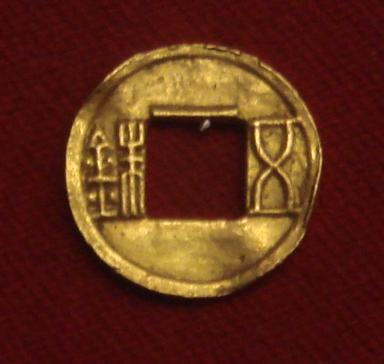
金五铢，西汉铸，藏陕西历史博物馆

在五铢發行前，中國通用的貨幣是半兩。這是自先秦時期即出現的具有悠久歷史的銅錢，又隨着秦朝的建立成爲中國的通用貨幣。西漢建立初期至漢武帝統治初期，半兩仍維持了其通用貨幣的地位。
西汉漢武帝时期，由於採取了积极的對外政策，不斷對外征伐，岁出的增加使国库日益窘迫。五铢的開鑄和發行成爲财政重整的重要步驟。汉武帝元狩五年（前118年），五銖開鑄。它繼承了半两的形制，即圆形方孔、内外有郭（標準的五銖的外郭兩面皆有，内郭僅有背面有）。汉朝制定五铢钱的尺寸和重量、金屬構成的標準。五銖的得名源于其重量標準為五铢。
自从铸造白金币、五铢钱之后，几年内，官吏和百姓因私铸钱币而被处死的就有数十万人，至于那些尚未发觉的更是多得无法计算，因为几乎人人都在私铸钱币，犯此法的人太多了，以至于官府不可能将他们全部诛杀。

## 东汉
东汉末年军阀董卓专权后，破坏五铢钱，铸造小钱，造成通货膨胀，货币严重贬值。曹操掌权后，废除董卓小钱，恢复五铢钱，但因已经长期不铸钱，物价又严重回落。

## 魏
魏文帝曹丕于黄初二年（221年）“罢五铢钱，使百姓谷帛为市”，但仅七个月后就因物价太高而废止，重新以物易物。明帝曹叡于太和元年（227年）复行五铢钱。新钱形仿汉制五铢，遂称“魏五铢”。

## 晉
永嘉七年（313年），西晋镇西将军凉州牧張軌聽從索輔的建議，復鑄五銖錢，隴西不必再以布匹作貨幣，大大便利了當地人的生活。

## 南北朝
南北朝時期因為銅礦不足，不能大量鑄錢，以致於新舊錢並行。

### 南朝
宋文帝刘义隆元嘉七年（430年）十月在建康设立钱署，铸行“四铢”钱，钱币质为青铜，轮郭形制类“五铢”。结束了兩晉朝廷不曾铸钱的局面。
陳文帝天嘉五年(564),改铸五铢。陳宣帝太建十一年(579),又改铸大货六铢。

### 北朝
北朝初期以穀物、布帛為交易的媒介，以物易物，北魏時孝文帝於建武二年（西元495年）開始鑄造五銖錢，但是卻不廣泛流通。宣武帝和孝武帝時期也各自有鑄銅錢，稱為「永平五銖」和「永安五銖」，文宣之後，漸多私鑄。北周初期也使用魏的五銖錢。